# 豊島泰経

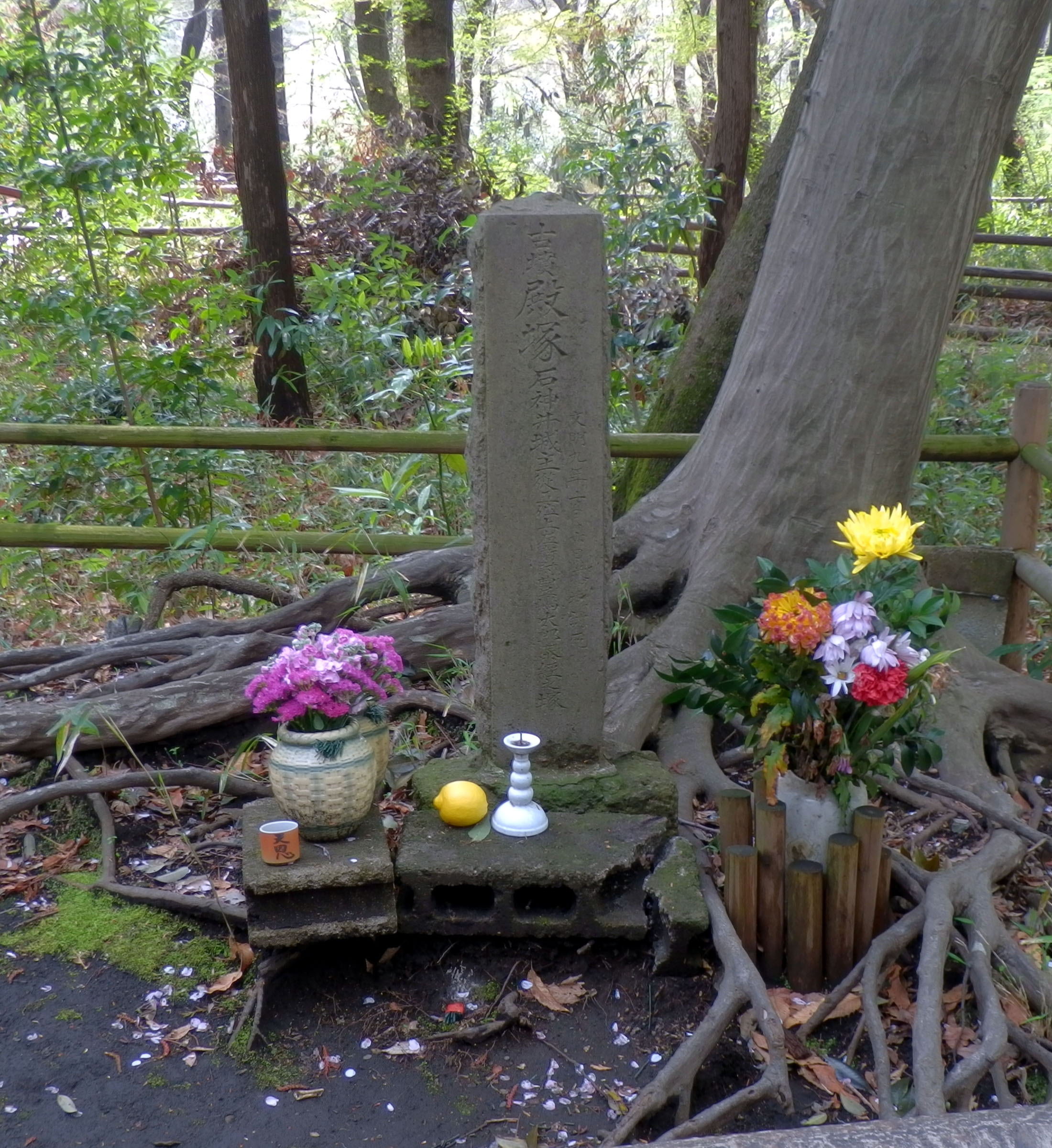
豊島泰経の墓所と伝わる殿塚　練馬区石神井公園

豊島 泰経（としま やすつね）は、室町時代後期の武将。豊島氏当主で石神井城主。父は豊島経祐。妻は長尾景春の妹とされることもあるが不明。弟に豊島泰明。官途名は勘解由左衛門尉。
諱の「泰経」は江戸時代に書かれた系図類に出ているもので、『鎌倉大草紙』や『太田道灌状』といった根本史料には「豊島勘解由左衛門尉」と官途名のみとなっており、江戸時代の系図類の信頼性の低さから、近年の研究者は諱の「泰経」は用いないようになっているが、本項では便宜上、広く知られた「泰経」を用いる。

## 生涯
豊島氏は平安時代から続く南武蔵の名族で、石神井城（東京都練馬区）を本拠としていた。室町時代には関東管領上杉氏に属している。
江戸時代の系図類で祖父とされる豊島宣泰（勘解由左衛門尉）と父とされる経祐（新次郎）が文明3年（1471年）に関東管領上杉顕定から上野国館林城攻撃で奮戦したことを賞する感状が残っており、泰経の史料上の活動時期と非常に近いことから、これは泰経（勘解由左衛門尉）とその弟の泰明（平右衛門尉）ではないかという見方もある。
関東管領上杉顕定（山内上杉家）の有力家臣である長尾景春は家宰職を奪われたことを深く恨み、文明8年（1476年）に反乱をおこし、文明9年（1477年）正月に顕定の在陣する五十子の陣を襲って敗走せしめた（長尾景春の乱）。
長尾景春の挙兵に相模国、武蔵国の国人が呼応し、上杉氏を危機に陥れた。妻が長尾景春と兄弟である泰経もこれに与同する。泰経の本拠石神井城（東京都練馬区）の近くに扇谷上杉家家宰の太田道灌が江戸城（東京都千代田区）を築城しており、このことが豊島氏の権益を侵して太田氏との対立になったと考えられている。また、景春の白井長尾家は二代続けて山内家家宰職を出しており、豊島氏は白井長尾家の指揮下にあったという説もある。
泰経は石神井城、練馬城（東京都練馬区）で挙兵し、泰明も平塚城（東京都北区）で挙兵、この3城で東西に連ね戦備を固くして、太田道灌の江戸城と扇谷上杉家本拠の河越城（埼玉県川越市）、岩槻城（埼玉県さいたま市岩槻区）の連絡を遮断し危機に陥れた。太田道灌は江戸城から出兵してまず平塚城を攻撃し、城下に火を放っていったん引き上げた。この報に接した泰経は石神井城、練馬城の兵を率いて平塚城の後詰として進撃してきた。4月13日太田道灌は三浦義同、上杉朝昌、千葉自胤らと泰経勢を迎えうち、両軍は江古田川と妙正寺川の合流地点、現在の東京都中野区江古田、沼袋あたりで遭遇、激戦となった。泰経は武運つたなくこの戦に大敗、弟の泰明以下板橋氏、赤塚氏らの一族始め150人の戦死者を出すに至った（江古田原・沼袋の戦い）。なお、この戦いについては道灌が少数で挑発行為を行い、豊島方を平場におびき出して殲滅を図ったものと考えられている。石神井城に逃れた泰経は、包囲した太田道灌と会見して降伏を願い出るが、泰経が降伏の条件だった城の破却を行わなかったため偽りの降伏とみなされて、4月28日（一説に21日）総攻めをしかけられて石神井城は落城、泰経は夜陰にまぎれて脱出した。
文明10年（1478年）正月に泰経は平塚城で再挙するが、25日、太田道灌に攻められて落城。泰経は足立郡へ逃れる。泰経は丸子（神奈川県川崎市）に陣を敷くが、27日に太田道灌が迫ると陣を捨てて小机城（神奈川県横浜市）へ逃げ込んだ。太田道灌がこれを包囲したため城は落城、泰経は行方知れずとなり、豊島本宗家は歴史上から姿を消した。
江戸時代の旗本豊島氏はその祖の康保や頼継を泰経の子と主張して系図類を残しているが、その系図は史実との矛盾点が多く、旗本豊島氏と武蔵の国人領主豊島氏との正確な系譜関係については疑問とされている。

## 一部通説の変化
近年、これまでの「通説」の一部が、史料の再検討により否定され始めている。以前の通説は、『太田道灌状』と『鎌倉大草紙』の記述を合わせて作られていたが、「『大草紙』の豊島氏関連記事は、後年『道灌状』を下敷きに、作者本人の解釈や想像、伝え聞きなどを付け加えて書いたものであり、信用性に欠ける」として、大半の史家が採用しなくなったためである（以下、詳細については『決戦―豊島一族と太田道灌の闘い（練月出版・葛城明彦）』、伊禮正雄『練馬郷土史研究会会報155号「豊島氏について二、三」』による）。

### 太田道灌が最初に攻めた城について
- （以前の通説）道灌が最初に攻めた豊島方の城は平塚城
- （新説）道灌が最初に攻めた豊島方の城は練馬城

以前の通説は『太田道灌状』の「自江戸打出豊島平右衛門尉要害致矢入近辺令放火」と『鎌倉大草紙』の「江戸より打ち出で、豊島平右衛門尉が平塚の城を取巻外を放火」という記事を合わせたものとなっていたが、現在これを支持している研究者はほとんどいない。主な理由は以下の通りである。
- (1)『太田道灌状』では、道灌が最初に攻めた城については「平右衛門尉要害」となっているだけで、これが「平塚城」である、とはどこにも記されていない。
- (2)「平右衛門尉の城（要害）」は、道灌が石神井方向から自軍を追ってきた豊島方に対して「馬を返して（引き返して）」江古田原で迎え撃った、との記述が出てくることを考えれば石神井城と同方向にある「練馬城」とすべきである。『道灌状』の「兄勘解由左衛門尉相供石神井・練馬城自両城打出」も、以前の通説のように「兄の勘解由左衛門尉が石神井城・練馬城の両城から兵を率いて攻撃に向かった」のではなく、「石神井城の兄・勘解由左衛門尉が、練馬城の弟・平右衛門尉と共に自城から出撃した」と解釈するのが妥当である。
- (3)弟の平右衛門尉は江古田原で戦死しているが、「平塚城から出撃した」との記述がないにもかかわらず戦闘に加わっている点をみても、平右衛門尉と従兵は練馬城より出兵したとみるのが自然である。
- (4)平塚城近くにある豊島氏ゆかりの寺「清光寺」には同時期「荒廃していた」との寺伝が残されていることからも、豊島一族はその頃すでに拠点の中心を西方に移していた、と考えるべきである。
- (5)『道灌状』には翌文明10年（1478年）1月に勘解由左衛門尉が「平塚と申すところに対城こしらえ」と記されており、前年の段階ではまだ平塚城は戦闘用の城郭ではなかった、と考えられる。
- (6)道灌が最初に平塚城を攻めているのならば、翌年になって「平塚と申す所」という、あたかも初めて名前を出すかのような表現をするのは不自然である。
- (7)道灌が江古田原合戦後、練馬城を無視して石神井城の攻撃に向かったことについても、「練馬城主・平右衛門尉が江古田原で戦死し、豊島方は練馬城の兵も含めて全て石神井城へ逃げ込んだため」と考えれば説明が付く。
- (8)時間・距離・方向の点で前半と後半の記述が整合しない。道灌が最初に攻めた城が「平塚城」であれば、石神井城からの救援が到着するまでに道灌は江戸城に戻ってしまっているはずである。道灌が平塚城から「V字型」(書き順逆)に進軍するというのも不自然。

### 豊島泰経の逃亡先について
- （以前の通説）最後に泰経（勘解由左衛門尉）は丸子城（現・神奈川県川崎市）からさらに小机城（現・神奈川県横浜市）に逃亡（『道灌状』には記述無し、後世になって『道灌状』を下敷きに書かれた『鎌倉大草紙』のみ記載あり）
- （新説）足立方面からさらに北に逃げ、以後は行方不明

以前の通説では上記前者のようになっていたが、現在はこれも大半の研究者によって否定されている。主な理由は以下の通りである。
- (1)『道灌状』には、「泰経を足立まで追いかけたが、遥か遠くへ逃げ去ってしまったので、諦めてその晩江戸城に戻った。翌朝、川崎の丸子に陣を張り丸子城を攻撃したところ、敵は小机城に逃げてしまったので、そのまま追いかけ陣を張った」となっているだけで、丸子城からさらに小机城に逃げ込んだのが豊島氏である、とはどこにも記されていない（伊禮正雄・葛城明彦は、これを「『鎌倉大草紙』作者の速読による誤解」としている）。
- (2)足立（＝足立郡：現足立区～埼玉県南東部）から遥か北～北東方向へ逃亡した泰経が翌朝川崎（現・神奈川県）の丸子城に現れるはずがない。
- (3)豊島氏は足利成氏の宿老・梁田持助の指示に従って戦っていることからみれば、古河を目指して逃亡したと考えるのが自然である（石神井落城以降、約９か月潜伏していた先も古河である可能性が高い）。
- (4)泰経が、道灌と同盟関係にある吉良氏の領地・世田谷付近を通り抜けて丸子城に向かうことはほぼ不可能である。
- (5)道灌は『道灌状』の中で「足立郡（現・足立区～埼玉県南東部）まで泰経を追ったが、遥か遠くへ逃げのびてしまったので夜になって江戸に帰城した」と記している。道灌がその時点で追跡を諦めているのは明らかである。
- (6)『鎌倉大草紙』にある通り「豊島氏が丸子城まで逃げた」のだとすれば、道灌配下の誰かが諦めずに、豊島氏がどこかでUターンをして現・川崎市まで逃げるのを追い続けたことになる。足立郡（埼玉県南東部）方面まで追跡し（道灌が夜に江戸帰城していることから考えれば、明け方から昼頃まで追跡を行ったと考えられる）、さらにそこから丸子まで追ったとすれば、移動距離は推定60～70キロ。道灌軍はこの日の明け方に膝折（埼玉県朝霞市）から平塚城を攻めに行っているが、その距離も20キロ余り。また、道灌が翌朝「丸子城攻め」のため出撃していることからみれば、丸子城に豊島氏が入城したのを確認して、明け方までに江戸城の道灌に報告していなければならないが、丸子城～江戸城間の距離も20キロ余り。したがって、この時丸子城に籠もっていたのが豊島氏だとすれば、道灌配下のその武将は半分真っ暗闇（冬場）の中を1日で100キロ以上移動したことになる。これは物理的にも完全に不可能である。
- (7)『道灌状』では「翌朝丸子に張陣候。御敵に向かい差し寄せ候の処…」とあるが、道灌が格下の豊島氏に対し「御敵」と記すことはありえない。

## 登場作品

### 小説
- 宇都宮葉山　『照姫―武州豊島氏の興亡』（新人物往来社、1989年）ISBN 4404016603 （上巻）　ISBN 4404016611（下巻）

### 漫画
- 『東京自転車少女。』　- 主要キャラの一人が泰経の娘・照姫に例えられるとともに、主人公たちが照姫の由来を探るエピソードで登場。